# Clara Passafari
Clara Passafari de Gutiérrez (20 tháng 3 năm 1930 - 1994) là một nhà dân tộc học, nhà nhân chủng học, nhà văn và nhà thơ người Argentina.

## Tiểu sử
Passafari được sinh ra ở Buenos Aires vào năm 1930. Với cha mẹ là Elizabeth Badolato và Italo Passafari, bà chuyển đến Santa Fe, Argentina từ rất sớm.
Passafari học giáo dục trung học tại Viện Đức Mẹ Calvary. Năm 1947, bà đạt được mức độ "Maestra bình thường Nacional". Sau đó, bà chuyển đến Rosario, Santa Fe, theo học tại Đại học Quốc gia Rosario (UNR) và lấy danh hiệu Giáo sư Triết học và văn học.
Bà kết hôn với Eduardo Gutierrez, và có bốn người con: Clara Monica, Laura Inés, Sergio và Claudia.
Bà nhận bằng về Xã hội học và Văn học tại Argentina, và bằng tiến sĩ về Triết học và Thư. Năm 1975, bà trở thành Quản lý văn hóa của Tổ chức các quốc gia Mỹ. Trong vòng bảy năm, bà là giám đốc Đại học Mở rộng của UNR. Từ năm 1971 đến năm 1992, bà là một nhà nghiên cứu toàn thời gian ở các nền văn hóa ban đầu trong khi làm việc như một giáo sư nhân học, nghiên cứu truyền thống truyền thống và văn hóa dân gian.
Ở Rosario, bà đã trải qua 19 năm với Fondo Nacional de las Artes, với Augusto Raúl Cortázar, bà chuyên về văn hóa dân gian. Bà là đồng giám đốc của văn hóa Revista Argentina de Política (Tạp chí Chính sách Văn hóa Argentina). Passafari dạy ở Argentina, Mỹ và Châu Âu về văn hóa dân gian và giáo dục, giải trí văn hóa, cũng như các hành động chính sách di sản văn hóa và truyền thống để làm sống lại sự phong phú văn hóa của các cộng đồng truyền thống.
Bà qua đời ở Rosario năm 1994.